# Hawaii államban történt légi közlekedési balesetek listája
A Hawaii államban történt légi közlekedési balesetek listája az Amerikai Egyesült Államok Hawaii államában történt halálos áldozattal járó, illetve a kisebb balesetek, meghibásodások miatt történt, gyakran csak az adott légiforgalmi járművet érintő baleseteket is tartalmazza évenkénti bontásban.

## Hawaii államban történt légi közlekedési balesetek

### 1950
- 1950. november 27. Kaena Point. Egy Lockheed P2V-2 Neptune típusú repülőgép tesztrepülés közben lezuhant.[1]

### 1955
- 1955. március 22., Pali Kea Peak. Lezuhant az Amerikai Egyesült Államok Haditengerészetének Douglas R6D-1 Liftmaster típusú utasszállító repülőgépe (lajstromjele: BuNo 131612). A gépen 57 utas és 9 fő személyzet utazott, mindenki életét vesztette.[2][3]

### 2015
- 2015. május 18. Oahu-sziget. Lezuhant Az Amerikai Egyesült Államok Haditengerészetének egyik V–22 Osprey típusú konvertiplánja. A gépen tartózkodó tengerészgyalogosok közül egy fő életét vesztette, 21 főt kórházba szállítottak.[4]

### 2016
- 2016. január 14. Oahu-sziget közelében. Az Az Amerikai Egyesült Államok Haditengerészetének két CH–53 Sea Stallion-as típusú katonai helikoptere összeütközött szállítási feladatok végzése közben. A gépeken 6-6 fő tartózkodott. A parti őrség egységei mintegy 139 000 km²-nyi tengerrészt kutattak át, ám csak roncsokat sikerült fellelniük. Holttesteket nem találtak.[5]

### 2019
- 2019. június 21. Oahu-sziget, North Shore régió, Dillingham repülőtér közelében. Egy King Air típusú repülőgép lezuhant. A gép fedélzetén lévő 11 fő életét vesztette (a gép pilótája és 10 ejtőernyős).[6][7]